# Kuno Hochhuth
Kuno Hochhuth es un deportista alemán que compitió en remo como timonel. Ganó una medalla de bronce en el Campeonato Mundial de Remo de 1993, en la prueba de dos con timonel.

## Palmarés internacional
| Campeonato Mundial | Campeonato Mundial       | Campeonato Mundial | Campeonato Mundial |
| Año                | Lugar                    | Medalla            | Prueba             |
| ------------------ | ------------------------ | ------------------ | ------------------ |
| 1993               | Račice (República Checa) | Medalla de bronce  | Dos con timonel    |